# Internet Explorer 7
Windows Internet Explorer 7 (gọi tắt là IE7) là một trình duyệt web do Microsoft phát hành vào tháng 10 năm 2006. IE7 là một phần của một chuỗi các phiên bản của trình duyệt Internet Explorer và được hỗ trợ trong vòng 5 năm. Nó được cài làm trình duyệt mặc định trong hệ điều hành Windows Vista và Windows Server 2008 và nó là sự thay thế cho Internet Explorer 6 trên Windows XP và Windows Server 2003. Ước tính thị phần toàn cầu của IE7 là ở khoảng giữa 26% và 47%.